# Tova degli Obodriti
Tova (conosciuta anche come Tofa o Torah; in norvegese Tove; X secolo – dopo il 980) fu regina consorte di Danimarca e Norvegia.

## Biografia
Tova era la figlia del principe Mstivoj del popolo slavo degli Obodriti. Sposò il re danese Aroldo I nel 970. Non è noto se fosse la madre di qualcuno dei figli di suo marito. Tova eresse la pietra runica di Sønder Vissing in memoria di sua madre.

### Pietra runica di Sønder Vissing
Tova, nell'antico norreno Tofa da Dove (significante colomba), è conosciuta solo dall'iscrizione su una delle pietre runiche di Sønder Vissing. Mstivoj era probabilmente il sovrano Obodrita che governò a Meclemburgo sull'unione tribale degli Obodriti dal 965 o 966 al 986, le cui sottotribù si stabilirono lungo la costa meridionale del Mar Baltico dall'attuale Kiel e Rostock. Tove aveva una sorella, Hodica, e un fratello, Mistislav.
Il padre di Tova, Mstivoj, perseguì una politica matrimoniale dinastica per assicurarsi i suoi legami politici. Fu probabilmente per questo motivo che sposò sua figlia con il re danese Aroldo I "Dente blu", contro il quale combatté nel 974 al fianco dell'imperatore Ottone II nella battaglia di Danevirke. Non è chiaro se Tova abbia già ricevuto il suo nome nordico come nome di nascita o solo in Danimarca. Non si è noto se Tova abbia avuto figli.
Intorno al 980, Tova fece erigere una pietra runica a Sønder Vissing in onore di sua madre. L'iscrizione recita: "Tova fece fare il monumento, figlia di Mistivoj, in memoria di sua madre, moglie Harald il Buono, figlio di Gorm". Secondo l'iscrizione, non era Tova ma sua madre la moglie di Aroldo I. Quindi Aroldo sarebbe sopravvissuto alla morte di Mistivoj e avrebbe sposato la sua vedova, diventando il patrigno di Tove. Con l'iscrizione, si dice che Tova abbia rivendicato una posizione onorevole sia con gli Obodriti che con i danesi e abbia affermato l'eredità di entrambi i genitori.